# الماگوئر، کائوکا
الماگوئر، کائوکا (به اسپانیایی: Almaguer, Cauca) یک سکونتگاه مسکونی در کلمبیا است که در بخش کائوکا واقع شده‌است.